# 松川貴則
松川 貴則（まつかわ たかのり、1991年9月23日 - ）は、日本の俳優・タレント。北海道茅部郡森町出身。ベティプロモーション所属。身長180cm、血液型A型。

## 人物・略歴
本名は金曽 貴則（かねそ たかのり）。愛称は松川に由来する「まっつん」や、陸上自衛隊所属（後述）時代に操縦していた90式戦車を捩った「キュマール」など。
地元の高校を卒業後、防衛大学校入学を志すが試験に失敗。そのまま関係者に誘われたのがきっかけで、陸上自衛隊に入隊。戦車操縦手として2年間勤務するが、20歳のときに俳優を志して退職し上京。
2013年、NHK『NHKスペシャル MEGAQUAKE III』の大学院生役でデビュー。現在は舞台を中心に活動している。
2016年、スクウェア・エニックス『ドラゴンクエストX』第5期初心者大使として活動。
特技は自衛隊の基礎動作・タロット占い、趣味は合唱・スノーボード・サバイバルゲーム。また、90式戦車を操縦していた経験上、大型特殊自動車免許（カタピラを有する自動車のみを運転することを免許の条件とする）を所持している。

## 出演

### テレビドラマ
- NHKスペシャルMEGAQUAKE 巨大地震 III （2013年4月14日・NHK、大学院生役）
- 相棒 -劇場版III- 序章（2014年5月3日・テレビ朝日、陸上自衛官役）
- サイレーン（2015年・フジテレビ、刑事役）
- エンジェル・ハート（2015年・日本テレビ、SWAT役）

### その他のテレビ番組
- 母の味宅配便（2014年9月30日・BSジャパン）

### 舞台
- 奇跡の星-2014- 〜Steps toward peace〜（2014年2月・高田馬場ラビネスト、木下カナタ役）
- 畳屋バラッド（2014年2月・千本桜ホール、政治家の息子役）
- アブニール夢見ヶ丘〜壁一枚の物語（2014年4月・タイニイアリス、大学教授役）
- オムニー6（2014年4〜5月・野方区民ホール、教師役）
- 言いたいことも言えない、小さな夢も見れない、汚い嘘や言葉で操られたくない、真っ直ぐ向き合う現実に誇りを持ちたいだけだから（2014年6月・シアターサンモール、セネカ役）
- なつきとオバケくぬぎ（2014年7月・戸野廣浩司記念劇場、神崎隆志役）
- ファインド・ハント（2014年8月・北沢区民会館小劇場B1）
- 300年の絵画と鉄仮面の姫君（2014年9月・北沢タウンホール、チョーハン役）
- 春雨の降る夜に（2015年3月・浅草三日月座、浅野刑事役）
- 大池第三病院（2015年5月・シアターグリーン Box in Box、内田篤人役）
- アンソロジー この歌にねがゐをこめて（2015年7月・笹塚ファクトリー、蘇我入鹿/中臣金役）
- PRIDE -プライド-（2015年7月・アクアスタジオ、柳喜一郎役）
- アプリの王子様〜恋愛シミュレーション編〜ver.2.1（2015年9月・アクアスタジオ）
- オサエロ（2015年11月・アクアスタジオ）
- DOORS（2016年6〜7月・浅草六区ゆめまち劇場、ビッグダンディ役）
- Moderato（2016年8〜9月・浅草六区ゆめまち劇場、真中生役）
- RANPO chronicle 虚構のペルソナ（2016年11月・シアターサンモール、老人っぽい男/矢場の男役）
- Gilles de Rais 〜ジル・ド・レ〜 〜episodeI 残光のリフレイン〜（2016年12月・浅草六区ゆめまち劇場、風魔小太郎役）
- 君死ニタマフ事ナカレ零（2016年12月・新宿村LIVE、洗柿役）
- ひいろ〜HIROになる時？それは今！〜（2017年4月・浅草六区ゆめまち劇場、パープル大佐役）
- Moderato（2017年5月・浅草六区ゆめまち劇場、真中生役、再演）
- INFINITY ～幕末妖刀異譚～（2017年6月・浅草六区ゆめまち劇場、近藤勇役）
- ボクと7通の手紙（2017年9月・三鷹RIスタジオ、ボク役）
- INFINITY ～幕末妖刀異譚～（2017年10月・浅草六区ゆめまち劇場、近藤勇役、再演）
- Gilles de Rais ジル・ド・レZERO ～狂愛のゼラニウム～（2017年11月、浅草六区ゆめまち劇場、徳川家康役）
- 舞台版サトラレ 〜西山幸夫の場合〜（2018年2〜3月、ALTA THEATER、木下局長役）
- Mont Blanc 〜黄昏のROUTE69〜 （2018年5月、浅草六区ゆめまち劇場、マスター役）
- BEGINNING 〜戦国到来奇譚〜（2018年6月、浅草六区ゆめまち劇場、徳川家康役）
- 梟月村人狼 〜夜鷹の章〜（2018年7月、下北沢亭、火焼賢治役）
- 君死ニタマフ事ナカレ零_改（2018年11〜12月、CBGKシブゲキ!!、潤役）
- 関ケ原に眠る、もののふ達の魂「関ケ原ナイト2019」武将 「大谷吉継」
- 純愛異形綺譚 刻め、我ガ肌ニ君ノ息吹ヲ 2024（2024年6月、俳優座劇場）[5]
- 私たちはまだまだ平気（2024年12月、上野ストアハウス）[6]

### インターネット放送
- Zアイランド〜関東極道炎上篇〜（2014年4月17日・dTV）
- ドラゴンクエストX TV（2016年2〜8月・ニコニコ生放送、第5期初心者大使）